# Stenoheriades hofferi
Stenoheriades hofferi là một loài Hymenoptera trong họ Megachilidae. Loài này được Tkalcu mô tả khoa học năm 1984.